# Channa marulioides
Channa marulioides är en fiskart som först beskrevs av Bleeker, 1851.  Channa marulioides ingår i släktet Channa och familjen Channidae. IUCN kategoriserar arten globalt som livskraftig. Inga underarter finns listade i Catalogue of Life.